# Coptosapelta montana
Coptosapelta montana là một loài thực vật có hoa trong họ Thiến thảo. Loài này được Korth. ex Valeton mô tả khoa học đầu tiên năm 1922.